# Jojódiéta
A jojódiéta vagy jojóhatás a ciklikus súlyvesztés és súlygyarapodás népszerű elnevezése, amely a fogyókúrázás alatti rendszeres súlycsökkenésre, majd a rákövetkező súlygyarapodásra utal. A „jojódiétázás” kifejezést (yo-yo dieting) Dr. Kelly D. Brownell, Ph.D., a Yale Egyetem professzora alkotta a népszerű távol-keleti játék, a jojó mozgására utalva. A jojódiéta során a fogyókúrázó a szigorú étrend és az alacsony kalóriabevitel miatt rövid távon sikeresen lefogy, de ezt hosszú távon nem tudja fenntartani és visszanyeri súlyát.

## Okai
A jojóhatás egyik kiváltója az extrém alacsony kalóriabevitelen alapuló étrend követése a fogyókúra során. Kezdetben a fogyókúrázó sikeresen tudja betartani az előírásokat, és veszít súlyából. A súlyvesztés és a diéta sikeres betartása sikerélmény ad a fogyókúrázónak, azonban hamarosan fellépnek a depresszió és a kimerültség tünetei, mivel a szervezetet hosszabb távon nagyon megviseli az éheztetés.
Ekkor a fogyókúrázó abbahagyja a diétát, visszatér eredeti étrendjéhez, amit tetéz a fogyókúra megszakítása és az ismételt hízás miatti rossz hangulat. Egyesek ebben a szakaszban, a rossz hangulat ellensúlyozására még többet esznek, mint a fogyókúra előtt, és ezáltal igen gyorsan visszanyerik korábbi testsúlyukat, vagy még híznak is. 

## Hatásai
A jojódiétázást elsősorban az extrém diéták esetén lehet tapasztalni, amikor a kiegyensúlyozott táplálkozás és a rendszeres testmozgás helyett a kalóriabevitel szinte teljes megvonásával próbálnak a felesleges kilóktól megszabadulni. A diéta kezdetben sikeres is lehet, de a diétázó általában a testzsír mellett izomtömeget is veszít (amelynek fenntartására megfelelő táplálék mellett testmozgás is szükséges). A jojódiéta második szakaszában az előzőleg kiéheztetett szervezet az éhínségre megfelelő választ ad, és a megnövekedett kalóriabevitel nagy részét a testzsír (a szervezet tápanyagraktára) visszaépítésére fordítja, testmozgás hiányában a hosszú távú fogyás alapjául szolgáló izomtömeg nem regenerálódik. Amennyiben a jojódiéta több ciklusán is átesik a fogyókúrázó, a testben az izom-zsír szövetek aránya károsan változhat, és más szövődményekkel (pl. férfiaknál epekő kialakulása). Egy patkányokon végzett kísérletsorozatban kimutatták, hogy a jojódiétához hasonló étrenden tartott állatok hatékonyabban dolgozták fel az élelmet és növelték testsúlyukat.
A jojódiétázás másik káros mellékhatása lehet a fogyókúrát, illetve annak kudarcát kísérő stressz és érzelmi teher, mivel a kezdeti súlyvesztés feletti örömöt hamarosan felváltja az ismételt súlygyarapodás miatti rossz hangulat, illetve a kudarc érzése.